# Фатьяниха
Фатьяниха — река в Туруханском районе Красноярского края. Длина реки — 211 км, площадь её водосборного бассейна — 6110 км². Впадает в Енисей справа на расстоянии 1184 км от устья. По данным государственного водного реестра России относится к Енисейскому бассейновому округу.

## Притоки
Основные притоки:
- Бакланиха — правый, впадает в 2 км от устья, длина 14 км[3];
- Гусиная — правый, впадает в 21 км от устья, длина 19 км[4];
- Большая — правый, впадает в 42 км от устья, длина 83 км[5];
- Безымянная — левый, впадает в 48 км от устья, длина 38 км[6];
- Порожный (ручей) — левый, впадает в 66 км от устья, длина 12 км[7];
- Бурный (ручей) — левый, впадает в 77 км от устья, длина 13 км[8];
- Графитная — правый, впадает в 90 км от устья, длина 18 км[9];
- Большая Фатьяниха — левый, впадает в 99 км от устья, длина 103 км[10];
- Угольная — правый, впадает в 108 км от устья, длина 60 км[11];
- Чёрная — левый, впадает в 111 км от устья, длина 32 км[12];
- Лебедь — левый, впадает в 122 км от устья, длина 13 км[13];
- Малая Фатьяниха — левый, впадает в 134 км от устья, длина 72 км[14];
- Верхняя — левый, впадает в 141 км от устья, длина 41 км[15];
- Каменная — правый, впадает в 159 км от устья, длина 15 км[16];
- Хыши-Кок-Сесь — левый, впадает в 175 км от устья, длина 11 км[17];
- Кипучая — левый, впадает в 195 км от устья, длина 10 км[18].

Кроме того, в 137 км по левому берегу впадает река без названия длиной 16 км